# Cees ten Cate
Caesar Herman "Cees" ten Cate (Ngawi, Índies Orientals Neerlandeses, 20 d'agost de 1890 - Amsterdam, 9 de juny de 1972) va ser un futbolista neerlandès que va competir a començament del segle xx. Jugà com a davanter i en el seu palmarès destaca la medalla de bronze en la competició de futbol dels Jocs Olímpics d'Estocolm, el 1912.
Pel que fa a clubs, jugà al HFC entre 1908 i 1913, amb una pausa el 1910-1911, quan ho feu a l'A.V.V. Volharding. A la selecció nacional jugà un total de 3 partits, en què marcà un gol. Debutà contra Suècia el juny de 1912 i disputà el seu darrer partit contra Dinamarca el juliol del mateix any.